# Vladislav Poliashov
Vladislav Serguéyevich Poliashov –en ruso, Владислав Сергеевич Поляшов– (Cheboksary, 4 de abril de 1995) es un deportista ruso que compite en gimnasia artística.
Ganó una medalla de bronce en el Campeonato Europeo de Gimnasia Artística de 2019, en el caballo con arcos. En los Juegos Europeos de Minsk 2019 obtuvo una medalla de bronce en el concurso individual.

## Palmarés internacional
| Juegos Europeos    | Juegos Europeos     | Juegos Europeos   | Juegos Europeos     |
| Año                | Lugar               | Medalla           | Categoría           |
| ------------------ | ------------------- | ----------------- | ------------------- |
| 2019               | Minsk (Bielorrusia) | Medalla de bronce | Concurso individual |
| Campeonato Europeo |                     |                   |                     |
| Año                | Lugar               | Medalla           | Prueba              |
| 2019               | Szczecin (Polonia)  | Medalla de bronce | Caballo con arcos   |